# Gideon Falls
Gideon Falls est une série de bande dessinée d'horreur créée par le scénariste canadien Jeff Lemire et le dessinateur italien Andrea Sorrentino, publiée au format comic book de mars 2018 à décembre 2020 par la maison d'édition américaine Image Comics.

## Inspirations
Lors d'une interview pour Paste de 2018, dont la traduction en français est visible au début du deuxième album de la série, Jeff Lemire détaille ses différentes sources d'inspiration :
- En 1999, Tom Waits son album de rock Mule Variations. L'auteur l'écoute alors en boucle, tandis qu'il commençait à porter toute son attention sur les comics. Une chanson en particulier faisait bouillir son imagination : What's He Building?. Elle a vraiment touché chez lui une corde sensible. Cette idée d'un outsider, œuvrant dans l'ombre pour un noir dessein, a été une grande inspiration pour la création de Norton et du monde qui l'entoure.
- Le personnage de Norton avait de prime abord été imaginé pour un court métrage en noir et blanc qu'il avait réalisé à l'école. Alors qu'il se baladait en ville, voir des piles de déchets a fait germer en lui l'idée d'un type obsédé par les secrets et les conspirations qui pourraient y être cachés. À la même époque sortait le premier film de Darren Aronofsky, π (1998), qui eût un impact très fort sur le bédéiste. Il a été très touché stylistiquement par cette œuvre, qui eût indéniablement une empreinte sur son propre film. Depuis, Norton et son monde ont beaucoup évolué, mais Pi fut une très grande inspiration pour son élaboration.
- Peu de comics ont vraiment effrayé Lemire. Déjà, il n'est pas un grand fan d’horreur. Il raffolait des comics horrifiques, comme les séries Hellblazer et Swamp Thing (écrites notamment par Alan Moore). Mais ceux-ci ne lui ont jamais vraiment fait peur. Seul un comic a eu cet honneur : Batman : Gothic (en), de Grant Morrison et Klaus Janson (1990). Le personnage de monsieur Murmure (Mr. Whisper en anglais), au nom aussi sinistre que le livre en lui-même, l'a terrifié et la Burning Nun (nonne brûlée lors d'un bûcher) était un véritable cauchemar. Actuellement, il aime toujours autant ce comic et il le relit très souvent.
- Cinq ou six ans auparavant, il a lu La Chambre de l'évêque (en), roman de l'auteur canadien Linden MacIntyre (en) sorti en 2009. Celui-ci parle de Duncan MacAskill, prêtre catholique régulièrement chargé de prendre en charge les risques potentiels de scandales au sein de l'Église. L'homme est un jour envoyé dans une petite ville de l'Est du Canada, afin d'enquêter sur de présumés abus sexuels. Le livre est incroyablement puissant. Même s'il n'y a pas d'évènement surnaturel comme dans Gideon Falls, le lien entre l'évêque du roman et le Père Fred du comic est évident.
- Lemire aime beaucoup la série télévisée Twin Peaks, créée en 1990 par Mark Frost et David Lynch, comme il aime à le répéter sur les réseaux sociaux. Il ne pourra jamais quantifier combien elle a influencé son travail, ce qu'il produit actuellement comme ce qu'il a fait auparavant. Aucune autre œuvre l'a marqué autant que cette série et Gideon Falls est une déclaration d'amour à celle-ci. Le meilleur moyen qu'il avait pour lui rendre hommage n'était pas d'en faire une copie, mais de créer quelque chose qui lui appartienne. Dans ce comic, on retrouve l'ADN de la série : un meurtre aux allures surnaturelles dans une petite ville. Mais avec Andrea Sorrentino, il a travaillé dur pour élaborer leur propre mythologie. Ce que Twin Peaks lui a le plus appris, c'est la façon de bâtir une narration autour d'un grand mystère, ce qu'il faut faire et surtout, ne pas faire. Lorsque la troisième saison est sortie en 2017, il était en train de travailler sur son comic. Elle a rajouté une couche de défi scénaristique vers lequel tendre, l'a poussé à éviter une narration traditionnelle et à dépasser les attentes. Il est possible que les lecteurs s'en rendent compte en découvrant Gideon Falls.

## Récompenses
- 2019 : Prix Eisner de la meilleure nouvelle série[2]